# Buellia tetrapla
Buellia tetrapla är en lavart som först beskrevs av William Nylander och som fick sitt nu gällande namn av Johannes Müller Argoviensis. 
Buellia tetrapla ingår i släktet Buellia och familjen Physciaceae. Inga underarter finns listade i Catalogue of Life.